# Kardinalska imenovanja pape Klementa X.
Papa Klement X. za vrijeme svoga pontifikata (1670. – 1676.) održao je 6 konzistorija na kojima je imenovao ukupno 20 kardinala.

## Konzistorij 22. prosinca 1670. (I.)
1. Federico Borromeo, mlađi, aleksandrijski naslovni patrijarh
2. Camillo Massimi, jeruzalemski naslovni patrijarh
3. Gasparo Carpegna, nicejski naslovni nadbiskup

## Konzistorij 24. kolovoza 1671. (II.)
1. Bernhard Gustave von Baden-Durlach, O.S.B., opat u Fuldi[a]
2. César d'Estrées, bivši laonski biskup, Francuska[b]
3. Johann Eberhard Nidhard, S.J., edeski naslovni nadbiskup, generalni inkvizitor u Španjolskoj[b]

## Konzistorij 22. veljače 1672. (III.)
1. Pierre de Bonzi, tuluski nadbiskup, Francuska
2. Vincenzo Maria Orsini, O.P.[c]

## Konzistorij 16. siječnja 1673. (IV.)
1. Felice Rospigliosi

## Konzistorij 12. lipnja 1673. (V.)
1. Francesco Nerli, iuniore, firentinski nadbiskup
2. Girolamo Gastaldi, glavni blagajnik
3. Girolamo Casanate, referent Sudišta Apostolske signature pravde i milosti i tajnik Svete kongregacije za biskupe i redovnike
4. Federico Baldeschi Colonna, cezarejski naslovni nadbiskup[d]
5. Pietro Basadonna, bivši mletački veleposlanik pri Svetoj Stolici

## Konzistorij 27. svibnja 1675. (VI.)
1. Galeazzo Marescotti, korintski naslovni nadbiskup, nuncij u Španjolskoj
2. Alessandro Crescenzi, C.R.S., aleksandrijski naslovni patrijarh, prefekt kućanstva Njegove Svetosti
3. Bernardino Rocci, damaščanski naslovni nadbiskup, prefekt Papinske palače
4. Fabrizio Spada, patraski naslovni nadbiskup, nuncij u Francuskoj
5. Mario Alberizzi, neocezarejski naslovni nadbiskup, nuncij u Austriji
6. Philip Thomas Howard od Norfolka, O.P.